# Serafín Zubiri
Serafín Zubiri, född 1964, spansk sångare som representerat Spanien två gånger i Eurovision Song Contest. I Eurovision Song Contest 1992 i Malmö sjöng han Todo esto es la musica och i Eurovision Song Contest 2000 sjöng han Colgado de un sueño. Serafin är blind sedan födseln och framför oftast sina sånger spelande piano.